# Kjersti Annesdatter Skomsvold
Kjersti Annesdatter Skomsvold, née le 3 décembre 1979 à Oslo, est une écrivaine norvégienne, lauréate du prix Dobloug en 2015.

## Biographie
Elle fait des études d'ingénieure à l'université de Trondheim lorsqu'elle est victime d'un syndrome de fatigue chronique, ce qui l'oblige à interrompre ses études et à retourner vivre chez ses parents. C'est durant sa convalescence qu'elle a l'idée de son premier roman, Jo fortere jeg går, jo mindre er jeg (traduit sous le titre de La vie au ralenti), qui sort en 2009 et reçoit le Tarjei Vesaas' debutantpris (en). Le roman est aussi pré-sélectionné pour le International IMPAC Dublin Literary Award 2013. Il est ensuite traduit en 22 langues et adapté sous forme de pièce de théâtre par Skomsvold et Anne Marit Jacobsen au Nationaltheatret à Oslo.
En 2014, elle s'inspire d'écrits classiques de Per Olov Enquist et de Samuel Beckett.
Dans Barnet, elle s'intéresse aux changements de la vie et à la relation entre une femme et son enfant qui vient de naître. S'inpirant de sa propre maternité, elle y parle d'anxiété, de phobie sociale et de cauchemars.
Ses ouvrages sont édités dans plus de 25 pays.

## Récompenses
- 2009 : Tarjei Vesaas' debutantpris (en)[6]
- 2015 : Prix Dobloug[7]